# Криничовата
Криничовата — річка у Долинському та Устинівському районах Кіровоградської області, ліва притока Березівки (басейн Південного Бугу).

## Опис
Довжина річки 10  км., похил річки — 4,7 м/км. Формується з декількох безіменних струмків та багатьох водойм. Площа басейну 60,0 км².

## Розташування
Криничоватка бере початок на південно-західній стороні від села Маловодяне. Тече на південний захід і в селі Криничуватки впадає у річку Березівку, ліву притоку Інгулу.